# Gynoplistia (Gynoplistia) recurvata
Gynoplistia (Gynoplistia) recurvata is een tweevleugelige uit de familie steltmuggen (Limoniidae). De soort komt voor in het Australaziatisch gebied.